# Distretto di Mechraa Safa
Il distretto di Mechraa Safa è un distretto della provincia di Tiaret, in Algeria.

## Comuni
Il distretto di Mechraa Safa comprende 3 comuni:
- Mechraa Safa
- Djillali Ben Amar
- Tagdemt

| Controllo di autorità | VIAF (EN) 255689476 |